# Grupo 1143
Grupo 1143 é um grupo ultranacionalista e neonazi português, originado de uma facção da claque de futebol Juventude Leonina, apoiante do Sporting Clube de Portugal, e posteriormente declarando-se "aclubístico e apartidário".
O grupo foi formado em fins de 2001 ou inícios de 2002, sendo nomeado em referência à data do Tratado de Zamora, uma das apontadas para a fundação de Portugal.
Usavam como símbolo a caveira totenkopf, símbolo das SS nazis, sendo facilmente identificada na bancada Superior Sul do Estádio José Alvalade, que ocupava, pelo estandarte branco com letras negras “Sporting ᛋᛋempre”, usando os "ᛋᛋ", igualmente das Schutzstaffel hitlerianas.
Foi formado inicialmente por um núcleo coeso de apenas 14 elementos, como referência às "14 palavras" alusivas à supremacia branca, em vez dos 20 normalmente requeridos pela Juventude Leonina (Juve Leo), sendo esta exceção desde logo tida como um sinal do respeito e poder que detinham dentro da claque. Alcunhada de facção dos "carecas", por ser composta de membros do movimento skinhead, era uma das duas principais divisões da Juve Leo, sendo a outra a dos "drogados",  composta por elementos oriundos da zona da linha de Sintra. Possuía força considerável, estando representada na direção da Juve Leo.

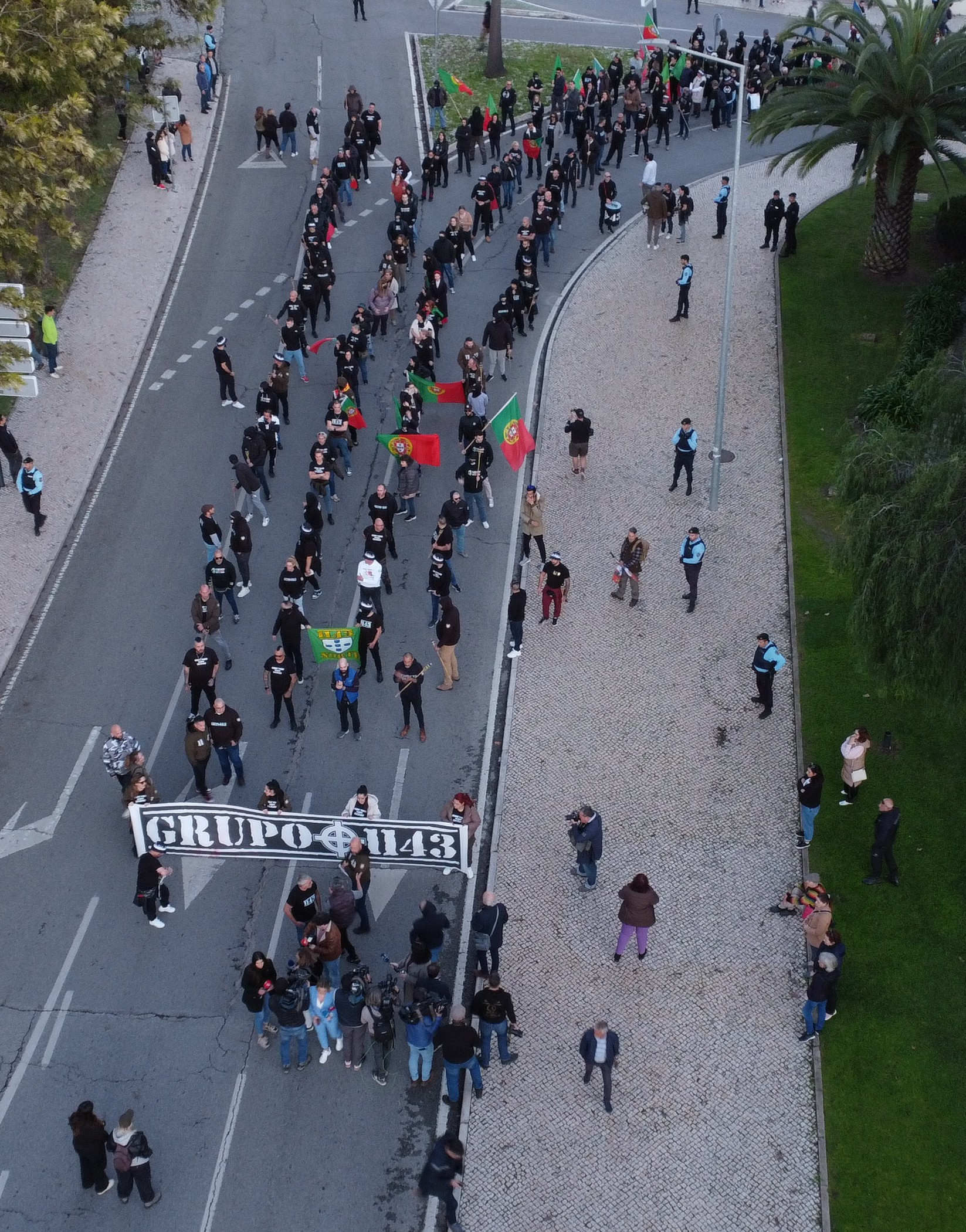
Manifestação do Grupo 1143 em Albufeira, no Algarve, em fevereiro de 2025. O fundamento do protesto é a alegada associação entre imigração e criminalidade.

A 1143 funcionava como uma "ilha" dentro da Juve Leo. Não só não mantinha relações com outros membros da Juve Leo que não pertencessem ao movimento skinhead, como os seus membros rotineiramente atacavam adeptos do próprio clube por motivos racistas. Numa situação, em Alverca, um rapaz negro com a camisola do Sporting que passou à frente da 1143 foi pontapeado por um jovem “careca”. A Guarda Nacional Republicana (GNR), responsável pela segurança do recinto, apenas o afastou do resto do grupo, obrigando-o a ver o jogo longe dos companheiros, permitindo ainda assim que outros dois membros da 1143 se juntassem a ele, por solidariedade. Os ataques racistas contra negros por parte da 1143 eram frequentes, particularmente contra jogadores, a quem gritavam: “Macaco, volta para a selva!”.
A 1143 esteve desde a sua formação associada ao fenómeno da violência no futebol em Portugal, tendo entre as suas fileiras vários elementos com processos pendentes e referenciados pela polícia. Segundo declarou um dos seus elementos, sempre que havia violência, pelo menos metade do grupo estava envolvida.
Em maio de 2002, eram na sua maioria adolescentes, estando todos abaixo dos 30 anos.
Em 2016, foi editado pela Chiado Editora o livro "Grupo 1143", de Andrea Sani, sobre a história desta facção.
Em 2024, o grupo voltou a dar as caras, tendo sido responsável por uma manifestação anti-imigração na cidade do Porto. 

## Caso Boniek
Em 2004, um dos integrantes do Grupo 1143 era o skinhead conhecido por Boniek, que antes do início do Euro 2004 trabalhava como segurança na Prosegur, trabalhando como steward em part-time no Estádio da Luz. A empresa viria a dispensar os seus serviços, depois de a revista Sábado ter publicado uma reportagem que o denunciava como integrando o Grupo 1143, "conhecido pela sua ideologia extremista neonazi".
A 26 de junho de 2004, Boniek viria a ser detido pela GNR de Loures, juntamente com outros 24 skinheads, numa casa onde se reuniam. Na operação foram apreendidas armas de fogo, bastões e soqueiras, além de diverso material com fotos e escritos de Hitler, assim como documentação relativa ao Grupo 1143. Foi novamente detido no início de outubro de 2004, perto do Alvaláxia, quando Boniek e pelo menos quatro outros skinheads agrediram e injuriaram alguns agentes da autoridade. A 2 de outubro, a polícia foi chamada a casa dos pais de Boniek devido a um surto de esquizofrenia paranoide, que o tornara muito violento. Morreu no dia seguinte, no hospital, de paragem cardio-respiratória.

## Mário Machado
A facção foi liderada por Mário Machado, principal rosto do movimento bonehead português. Machado tomou contacto com a extrema-direita, aos 13 anos, quando assistia a jogos integrado na Juve Leo, no Estádio de Alvalade. Durante a sua liderança, o Grupo 1143 era considerado a principal cara da facção neonazi e supermacista branca Hammerskins Portugal, ela própria fundada e liderada por Mário Machado. Machado viria a abandonar depois a claque, assistindo de fora ao definhar do grupo. Em março de 2015, o Grupo 1143 era considerado morto ou adormecido.

## Vandalismos
No início de janeiro de 2015, o número 1143 foi usado em atos de vandalismo praticados contra a Mesquita Central de Lisboa, tendo sido feitas pinturas na porta principal e numa parede lateral da mesquita, na sequência do atentado em Paris contra o jornal Charles Hebdo. Segundo informação da polícia, o ato poderia estar ligado ao Grupo 1143, organização descrita como neonazi e xenófoba.